# Via Kamboja-Dvaravati
La via Kamboja–Dvaravati fu un'antica rotta commerciale terrestre, parte importante della Via della Seta attiva fino all'Alto Medioevo. Collegava via mare le zone della Cina Meridionale e del Sud-Est Asiatico al Regno di Kamboja, situato sul Pamir,  estendendosi poi al Medio-Oriente ed all'Europa.

## La rotta
La rotta iniziava nel porto di Dvaravati sul Kathiawar, attraversava la regione di Anarta fino a giungere nei pressi dell'odierna Chittorgarh, la strada poi costeggiava gli Aravalli raggiungendo l'Indo, e voltandosi verso il Regno di Sauvira, in seguito il percorso si divideva in due: un ramo svoltava ad est e seguendo il fiume Sarasvati fino a Hastinapur e Indraprastha, mentre il secondo ramo proseguiva a nord per unirsi alle rotte commerciali del settentrione indiano. Ceylon, l'attuale Gujarat fino al Pakistan, La strada fu la seconda più importante via carovaniera antica.